# Taylor Leier
Taylor Leier, född 15 februari 1994, är en kanadensisk professionell ishockeyspelare. Som junior spelade Leier under tre säsonger för Portland Winterhawks i WHL, där han vann titeln säsongen 2012/13. Han draftades av Philadelphia Flyers som 117:e spelare totalt i den fjärde rundan i 2012 års NHL-draft, och tillhörde Flyers organisation mellan 2014 och 2019. Under dessa år spelade han främst för klubbens farmarlag Lehigh Valley Phantoms i AHL. 2017 blev han uttagen att spela i AHL:s All Star-match där han utsågs till den mest värdefulla spelaren. Under sina två sista säsonger i Nordamerika spelade han också för Rochester Americans.
Leier lämnade Nordamerika i början av 2021 för spel med den tjeckiska klubben HC Oceláři Třinec i Extraliga. Han avslutade säsongen med tyska Adler Mannheim i DEL. Han spelade sedan ytterligare två säsonger i DEL, för Straubing Tigers. Säsongen 2023/24 fick han till stor del spolierad på grund av en skada då han spelade han för Linköping HC i SHL. Han återvände därefter till Tigers i DEL och avslutade sedan sin spelarkarriär 2025.
Som junior representerade Leier Kanada vid JVM i Sverige 2014.

## Karriär

### Klubblag

#### 2011–2014: Juniorår
Leier spelade juniorishockey i WHL med Portland Winterhawks, vilka hade draftat honom 2009 som 24:e spelare totalt. Under sina tre år med Winterhawks spelade han tre WHL-finaler och förbättrade sin poängnotering både i grundserien och slutspelet för varje säsong. Efter sin första säsong i WHL draftades Leier i den fjärde rundan av 2012 års NHL-draft av Philadelphia Flyers, som 117:e spelare totalt. Den efterföljande säsongen, 2012/13, vann han WHL-mästerskapet. Den 9 september 2013 meddelades det att Leier skrivit ett treårsavtal med Flyers i NHL. Säsongen därpå, som kom att bli Leiers sista med Winterhawks, utsågs han till ny lagkapten i klubben. Han gjorde sin poängmässigt bästa grundserie med 79 poäng på 62 matcher (37 mål, 42 assist). I slutspelet gjorde han 26 poäng på 21 matcher, varav sex mål, då laget slutade tvåa i WHL för andra gången på tre år.

#### 2014–2020: AHL och NHL
Säsongen 2014/15 gick Leier in på sitt andra år på avtalet med Flyers. Han tillbringade hela säsongen med Flyers farmarklubb Lehigh Valley Phantoms i AHL. Den 11 oktober 2014 gjorde han AHL-debut i en 5–2-seger mot Wilkes-Barre/Scranton Penguins. I sin fjärde AHL-match, den 24 oktober samma månad, gjorde han sitt första mål, på Philipp Grubauer, i en 2–4-seger mot Hershey Bears. Denna säsong spelade Leier 73 grundseriematcher för Phantoms och var lagets poängmässigt bästa rookie då han noterades för 31 poäng (13 mål, 18 assist). Laget slutade på 13:e plats i Eastern Conference och missade därmed slutspelet.

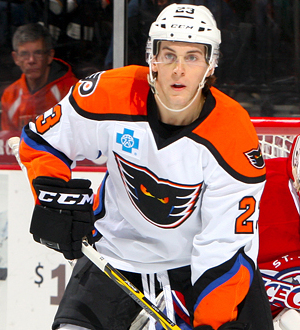
Leier med Lehigh Valley Phantoms 2015.

Leier inledde säsongen 2015/16 med Phantoms i AHL. Leier gjorde NHL-debut den 14 november 2015 i en 3–2-seger mot Carolina Hurricanes. Han spelade sedan ytterligare fem matcher för Flyers i november, innan han återvände till Phantoms i AHL för återstoden av säsongen. Den 10 februari 2016 gjorde han sitt första hat trick i AHL, i en 2–7-seger mot Binghamton Senators. Han slutade på andra plats både i lagets interna poäng- och skytteliga. På 71 grundseriematcher noterades han för 49 poäng, varav 20 mål. För andra säsongen i följd misslyckades laget att ta sig till Calder Cup-slutspelet.
Efter försäsongsträningen meddelades det i början av oktober 2016 att Leier återigen skulle komma att inleda säsongen med Phantoms i AHL. Han utsågs till assisterande lagkapten i klubben och efter att ha skickats upp till Flyers, gjorde han den 17 december 2016 sitt första NHL-mål, på Antti Niemi, i en 1–3-förlust mot Dallas Stars. Denna säsong spelade han totalt tio NHL-matcher där han stod för ett mål och en assist. I AHL spelade han 48 grundseriematcher och noterades för 37 poäng (13 mål, 24 assist). Laget tog sig för första gången till Calder Cup-slutspelet, där man slogs ut i den första rundan av Hershey Bears med 3–2 i matcher. Under denna säsong blev Leier också uttagen att spela i AHL:s All Star-match, där han efter ett hat trick utsågs till den mest värdefulla spelaren.
Leier förlängde därefter sitt avtal med Flyers med ytterligare en säsong, vilket tillkännagavs den 14 juli 2017. Den följande säsongen spelade han enbart för Flyers i NHL. Han fick dock begränsat med speltid och spelade endast 39 av grundseriens 82 matcher. På dessa noterades han för ett mål och fyra assist. Flyers kvalificerade sig till Stanley Cup-slutspelet, men där petades Leier som inte fick spela en enda match.
Den 15 juli 2018 meddelades det att Leier förlängt sitt kontrakt med Flyers med ytterligare en säsong. Detta kom att bli Leiers sista inom Flyers organisation. Han tillbringade den första halvan av säsongen med Phantoms i AHL innan det den 18 januari 2019 meddelades att Leier bytt bort till Buffalo Sabres mot Justin Bailey. Han spelade sedan återstoden av säsongen för Sabres farmarklubb Rochester Americans i AHL. Totalt gjorde Leier under säsongen 42 poäng på 69 matcher (22 mål, 20 assist). I slutspelet slogs Americans ut i den första rundan av Toronto Marlies med 3–0 i matcher.
Under sommaren 2019 ådrog Leier sig en skada som tvingade honom till operation. Detta gjorde att han den 28 juni 2019 skrev ett AHL-avtal med Americans för att vara kvar inom Sabres organisation. Han missade en stor del av inledningen av säsongen 2019/20 och gjorde inte comeback förrän i december 2019. Den 17 februari 2020 meddelades det att Sabres skrivit ett avtal med Leier för återstoden av säsongen. Leier spelade dock aldrig några NHL-matcher för Sabres, utan tillbringade hela säsongen i AHL. På grund av Covid-19-pandemin avslutades grundserien i förtid och på 27 matcher stod Leier noterad för 17 poäng, varav elva mål.

#### 2020–2025: Spel i Europa

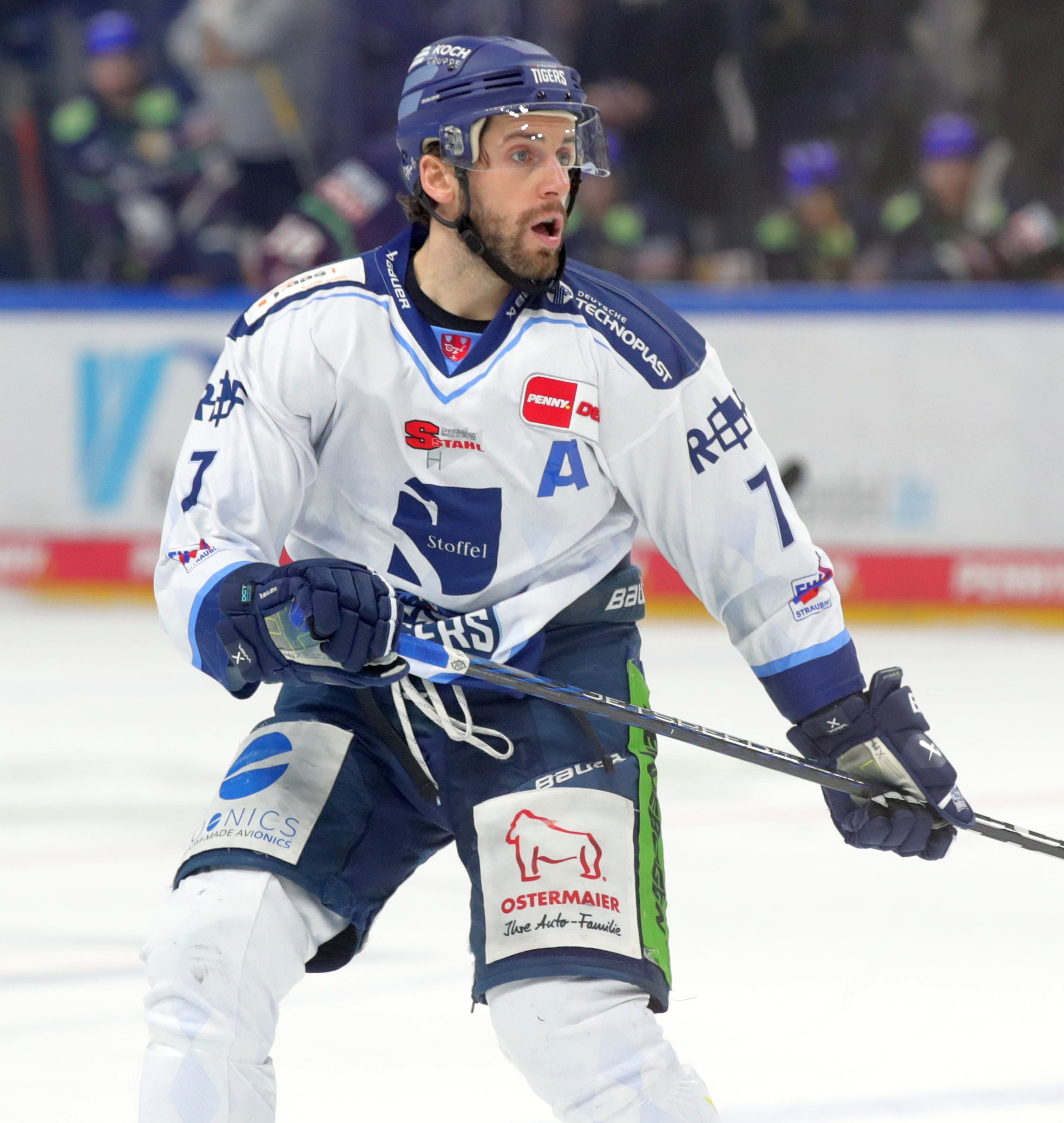
Leier med Straubing Tigers 2022.

Efter sex säsonger i AHL och NHL meddelades det den 3 januari 2021 att Leier lämnat Nordamerika för spel med den tjeckiska klubben HC Oceláři Třinec i Extraliga. Han skrev ett månadslångt avtal med klubben och stod för ett mål och fyra assist på tio matcher. Den 2 februari stod det klart att Leier lämnat laget och skrivit ett avtal med den tyska klubben Adler Mannheim i DEL för återstoden av säsongen. Mannheim tog sig till semifinal i slutspelet, där man dock förlorade mot Grizzly Adams Wolfsburg med 2–1 i matcher. På totalt 26 matcher med klubben noterades Leier för tolv poäng.
Leier lämnade sedan Mannheim och den 26 augusti 2021 meddelades det att han skrivit ett ettårskontrakt med seriekonkurrenten Straubing Tigers. Leier var en av lagets främsta poängmakare i grundserien, där Tigers slutade på fjärde plats. På 54 matcher stod han för 40 poäng, varav 16 mål. I slutspelet slogs laget ut i kvartsfinal av Leiers tidigare lagkamrater i Adler Mannheim med 3–1 i matcher. Den 29 april 2022 tillkännagavs det att han förlängt sitt avtal med Tigers med ytterligare en säsong. Han gjorde därefter sin poängmässigt bästa säsong sedan 2013/14, då han spelade i WHL. Han vann lagets interna poängliga då han stod för 55 poäng på lika många matcher. Med 34 assist var han också lagets bästa framspelare. För andra säsongen i följd föll laget i kvartsfinal, denna gång mot Grizzly Adams Wolfsburg med 4–3 i matcher. På dessa matcher stod Leier för fyra assistpoäng.
Den 30 april 2023 bekräftades det att Leier skrivit ett tvåårsavtal med Linköping HC i SHL. Den 14 september samma år gjorde Leier SHL-debut. I slutet av samma månad ådrog sig han en huvudskada, vilket gjorde att han missade sex matcher i september och oktober. Den 21 oktober 2023 gjorde han sina två första mål i SHL, på Jhonas Enroth, i en 5–2-förlust mot Örebro HK. Leier spelade endast 30 grundseriematcher för Linköping och missade de två sista månaderna av säsongen på grund av skadeproblem. Totalt noterades han för fyra mål och två assistpoäng. Den 13 april 2024 bekräftades det att Leiers avtal brutits i förtid i samförstånd.
Den 3 maj 2024 bekräftades det att Leier återvänt till Tigers i DEL då han skrivit ett nytt ettårskontrakt med klubben. Den 20 december 2024 noterades han för ett hattrick då Augsburger Panther besegrades med 9–1. På 49 grundseriematcher stod Leier för 36 poäng, varav tolv mål. Laget slutade på sjunde plats i grundserien och slogs sedan ut i kvartsfinalserien mot Eisbären Berlin med 4–1 i matcher.
Den 2 juni 2025 bekräftade Leier att han valt att avsluta sin spelarkarriär på grund av skadeproblem.

### Landslag
Leier blev uttagen att representera Kanada vid JVM i Sverige 2014. Kanada vann grupp A och slog därefter ut Schweiz i kvartsfinal med 4–1. I semifinalen mot Finland föll man dock med 1–5, och man förlorade också sedan matchen om tredjepris mot Ryssland med 1–2. Kanada slutade således på fjärde plats och på sju spelade matcher gick Leier poänglös.

## Statistik

### Klubblag
| 2011–12    | Portland Winterhawks   | WHL        | 72  | 13 | 24 | 37  | 36  | 22 | 5 | 2  | 7  | 12 |
| 2012–13    | Portland Winterhawks   | WHL        | 64  | 27 | 35 | 62  | 63  | 21 | 9 | 7  | 16 | 12 |
| 2013–14    | Portland Winterhawks   | WHL        | 62  | 37 | 42 | 79  | 42  | 21 | 6 | 20 | 26 | 10 |
| 2014–15    | Lehigh Valley Phantoms | AHL        | 73  | 13 | 18 | 31  | 18  | —  | — | —  | —  | —  |
| 2015–16    | Lehigh Valley Phantoms | AHL        | 71  | 20 | 29 | 49  | 37  | —  | — | —  | —  | —  |
| 2015–16    | Philadelphia Flyers    | NHL        | 6   | 0  | 0  | 0   | 0   | —  | — | —  | —  | —  |
| 2016–17    | Lehigh Valley Phantoms | AHL        | 48  | 13 | 24 | 37  | 16  | 5  | 1 | 0  | 1  |    |
| 2016–17    | Philadelphia Flyers    | NHL        | 10  | 1  | 1  | 2   | 4   | —  | — | —  | —  | —  |
| 2017–18    | Philadelphia Flyers    | NHL        | 39  | 1  | 4  | 5   | 6   | —  | — | —  | —  | —  |
| 2018–19    | Lehigh Valley Phantoms | AHL        | 34  | 10 | 9  | 19  | 26  | —  | — | —  | —  | —  |
| 2018–19    | Rochester Americans    | AHL        | 35  | 12 | 11 | 23  | 20  | 3  | 0 | 1  | 1  | 0  |
| 2019–20    | Rochester Americans    | AHL        | 27  | 11 | 6  | 17  | 4   | —  | — | —  | —  | —  |
| 2020–21    | HC Oceláři Třinec      | Extraliga  | 10  | 1  | 4  | 5   | 4   | —  | — | —  | —  | —  |
| 2020–21    | Adler Mannheim         | DEL        | 20  | 5  | 5  | 10  | 10  | 6  | 1 | 1  | 2  | 0  |
| 2021–22    | Straubing Tigers       | DEL        | 54  | 16 | 24 | 40  | 20  | 4  | 2 | 0  | 2  | 2  |
| 2022–23    | Straubing Tigers       | DEL        | 55  | 21 | 34 | 55  | 23  | 7  | 0 | 4  | 4  | 0  |
| 2023–24    | Linköping HC           | SHL        | 30  | 4  | 2  | 6   | 4   | —  | — | —  | —  | —  |
| 2024–25    | Straubing Tigers       | DEL        | 49  | 12 | 24 | 36  | 25  | 7  | 0 | 2  | 2  | 2  |
| AHL totalt | AHL totalt             | AHL totalt | 288 | 79 | 97 | 176 | 121 | 8  | 1 | 1  | 2  | 2  |
| DEL totalt | DEL totalt             | DEL totalt | 178 | 54 | 87 | 141 | 78  | 24 | 3 | 7  | 10 | 4  |
| NHL totalt | NHL totalt             | NHL totalt | 55  | 2  | 5  | 7   | 10  | —  | — | —  | —  | —  |

### Internationellt
| År            | Lag           | Turnering     | Matcher | Mål | Assists | Poäng | Utv. |
| ------------- | ------------- | ------------- | ------- | --- | ------- | ----- | ---- |
| 2014          | Kanada        | JVM           | 7       | 0   | 0       | 0     | 6    |
| Junior totalt | Junior totalt | Junior totalt | 7       | 0   | 0       | 0     | 6    |